# Уберженвиј
Уберженвиј (фр. Aubergenville) насеље је и општина у Француској у региону Париски регион, у департману Ивлен која припада префектури Мант ла Жоли.
По подацима из 2011. године у општини је живело 11.867 становника, а густина насељености је износила 1343,94 становника/km². Општина се простире на површини од 8,83 km². Налази се на средњој надморској висини од 57 метара (максималној 142 m, а минималној 47 m).

## Демографија
| 1962. | 1968. | 1975.  | 1982.  | 1990.  | 1999.  | 2011.  |
| ----- | ----- | ------ | ------ | ------ | ------ | ------ |
| 2.729 | 7.513 | 10.242 | 10.010 | 11.776 | 11.667 | 11.867 |

График промене броја становника у току последњих година